# هنريك نيستروم
هنريك نيستروم هو لاعب غولف سويدي، ولد في 23 أبريل 1969 في فيستيروس في السويد.

## وصلات خارجية
- هنريك نيستروم على موقع رابطة أوروبا للاعبي الغولف المحترفين (الإنجليزية)
- هنريك نيستروم على موقع التصنيف العالمي الرسمي للغولف (الإنجليزية)